# Erich Gröner
Erich Gröner (* 16. März 1901 in Berlin; † 21. Juni 1965 in Paris) war Privatgelehrter, Sachverständiger und Sachbuchautor auf dem Gebiet der Marine- und Schifffahrtsgeschichte und des Schiffbaus.

## Lehr- und Wanderjahre 1918–1924
Erich Gröner war der Sohn eines Barbiers und Heilgehilfen und wuchs in Berlin auf. Von 1910 bis 1918 besuchte er die Königsstädtische Oberrealschule. Bereits als Jugendlicher entwickelte er seine spätere berufliche Leidenschaft und brachte im Alter von 15 Jahren seine erste Abhandlung Geschichte der Seehandels- und Seekriegs-Schiffahrt zu Papier. 1918 meldete er sich während des Ersten Weltkriegs als Freiwilliger zu den Marinefliegern.
Nach dem Krieg nahm er zunächst an der Technischen Hochschule in Berlin ein Schiffbau-Studium auf; danach wandte er sich an der Universität Kiel wie der Universität Tübingen noch dem Gebiet der Volkswirtschaft zu. Die Inflationszeit von 1923 zwang ihn, wie viele seiner Altersgenossen, sein Studium abzubrechen. 1923/1924 fuhr er als Maschinenassistent auf Schiffen der Reederei H.S.D.G. auf der Südamerika-Route. Auf Grund seiner Volkswirtschaftskenntnisse fand er danach Anstellung als Bearbeiter internationaler Seerechtsfragen. 1926 machte er sich als Berater in Wirtschaftsfragen und Sachverständiger für Schifffahrt selbständig.

## Die deutschen Kriegsschiffe
Als Mitarbeiter der Marineabteilung des Museums für Meereskunde in Berlin begann Erich Gröner sich dann voll seiner Leidenschaft zuzuwenden: der Geschichte des Kriegs- und Handelsschiffbaus sowie der Sammlung und Auswertung von Schiffsfotos. Ab 1929/1930 arbeitete er auf diesem Gebiet auch als freier Mitarbeiter für die Reichsmarine. 1931 brachte er gemeinsam mit Alexander Bredt seine erste (kleine) Veröffentlichung Die deutschen Kriegsschiffe heraus. Das Thema beschäftigte ihn weiter und 1937 erschien nach jahrelanger mühevoller Dokumentations- und Zeichenarbeit sein Werk Die deutschen Kriegsschiffe 1815–1936, das in seiner Vollständigkeit und Genauigkeit von Text und Skizzen beispielgebend in aller Welt wirkte. Nach dem Krieg erweiterte Gröner den Zeitraum seiner Bearbeitung ein letztes Mal. Die deutschen Kriegsschiffe 1815–1945 konnte von ihm selbst nicht mehr vollständig abgeschlossen werden.

## Internationale Schiffstypenkunde
Als Alexander Bredt 1933/34 die Herausgabe von Weyers Taschenbuch der Kriegsflotten übernahm, konnte Gröner seinen lang gehegten Plan verwirklichen, die bisherige Form der Schiffsdarstellung durch Skizzen oder Schattenrisse in einem maßstabgetreuen Seitenriss zu vereinen, einer Darstellungstechnik, die seither weite Verbreitung gefunden hat und von fast allen Flottenhandbüchern übernommen wird. Sein Ruf als Experte auch für internationale Schiffstypenkunde brachte ihm zahlreiche Aufträge des Berliner Meereskunde-Museums und des Deutschen Museums in München zur Ausgestaltung der Sammlungen und Sonderausstellungen, vor allem aber von der Kriegsmarine und Luftwaffe, die in der Zeit von 1938 bis 1944 ihre Handbücher und Tafeln für den Schiffserkennungsdienst von ihm neu bearbeiten ließen.

## Handelsflotten der Welt
In der zweiten Hälfte der 1930er Jahre verfolgte Gröner das ehrgeizige Ziel, Weyers Taschenbuch der Kriegsflotten ein in der Aufmachung ähnliches Taschenbuch der Handelsflotten an die Seite zu stellen. Dazu exzerpierte er die wesentlichen Daten aller Schiffe über 100 BRT aus Lloyd’s Register, komprimierte sie in raumsparenden Tabellen, und so entstand ein weiteres unentbehrliches Hilfsmittel der Kriegsmarine, das erstmals 1940 und von 1941 bis 1944 unter dem Titel Die Handelsflotten der Welt in drei verschiedenen Ausgaben als Marinedienstvorschrift MDv 135 erschien und über 30.000 Schiffe mit ihren wichtigsten Daten und mit 728 Seitenriss-Skizzen nachwies. Zum Zwecke der Schiffidentifizierung entwickelte Gröner eine Chiffrierung des Schiffsaufbaus und sortierte die Risszeichnungen nach diesem System. Hinzu kam eine Suchliste für Schiffsnamen, die Namensbestandteile aller Schiffe gesondert indizierte und Register für Ex-Namen führte. Das Taschenbuch der Handelsflotten betrachtete Gröner stets als sein eigentliches Meisterstück.

## Nachkriegsjahre 1945–1954
Zur Vorbereitung seiner Publikationen hatte Gröner durch Erwerb, Tausch und eigene Fotografie eine umfangreiche Fotosammlung (ca. 35.000 Fotos und 15.000 Negative) und ein umfangreiches Archiv mit Dokumenten und Zeichnungen zusammengetragen. Um das Archiv vor Luftangriffen auf die Reichshauptstadt zu sichern, wurde das Büro Gröner und die ganze Sammlung im Januar 1944 nach Dahlenberg auf das Gut des Generalfeldmarschalls August von Mackensen ausgelagert. Dort erlebte Gröner das Kriegsende. Bibliothek und Archiv wurden in zwei Aktionen im Juni 1945 und Mai 1946 von den Sowjets beschlagnahmt. Eine Entschädigung dafür blieb dem Eigentümer versagt. Es ist seiner Frau Hilda Gröner, mit der er seit 1938 verheiratet war, zu danken, dass einige wenige Stücke des Archivs, darunter sein Jugendwerk, gerettet wurden. Gröner selbst wurde nach dem Krieg vom sowjetischen Geheimdienst verhaftet und für einige Jahre im Zuchthaus Waldheim gefangen gehalten.
1950 nach Berlin zurückgekehrt, begann Gröner in der Nachkriegszeit seine Sammlung aus eigenen Mitteln wiederherzustellen und die abgerissenen Kontakte zu Freunden im In- und Ausland wieder aufzubauen. Allen Schwierigkeiten zum Trotz gab er schon 1951 eine eigene Zeitschrift, die Unimare, heraus, ein kleinformatiges monatliches Magazin mit Nachrichten aus der Schifffahrts- und Marinegeschichte der ganzen Welt. Diese brachte er in die 1952/53 wieder erstehende Marine-Rundschau ein und übernahm dort die Redaktion der „Nachrichten aus aller Welt“. Daneben beschäftigte er sich in Zusammenarbeit mit dem Verlag Robert Loef in Magdeburg mit der Zeichnung von großformatigen Modellbauplänen. 1961 übersetzte er eine Kulturgeschichte des Schiffbaus mit dem Titel Das Schiff: Vom Einbaum zum Atomboot. Rekonstruktionen in Bild u. Wort von Björn Landström aus dem Schwedischen ins Deutsche und lieferte eine Reihe von Zeichnungen dazu. Für die Reihe SOS – Schicksale deutscher Schiffe des Münchner Verlags Moewig leistete er redaktionelle Hilfe für die Erzählungen vieler bekannter ehemaliger Frontberichterstatter.

## Verlust und Verbleib deutscher Schiffe
Ein neues Projekt ergab sich für Gröner mit Recherche und Verzeichnung sämtlicher Schiffe der deutschen Kriegsmarine und Luftwaffe 1939–1945 und ihres Verbleibs. Das Ergebnis erschien zunächst als Teil von Weyers Flottentaschenbuch Ausgabe 1953, und schließlich als eigenständige Publikation 1954 im Verlag J.F. Lehmann’s. Gleichzeitig begann Gröner mit umfangreichen Recherchen für die Ergänzung seines Hauptwerkes Die deutschen Kriegsschiffe, nunmehr für den Zeitraum von 1815 bis 1945, das bei seinem frühen Tod 1965 kurz vor der Vollendung stand. Gröner starb auf einer Reise in Paris.

## Nachruf
Die große, über die ganze Welt verbreitete Gilde der „Shiplover“ verlor in Erich Gröner einen ihrer profiliertesten Vertreter. Jürgen Rohwer schrieb 1965 zu seinem Andenken:

„Er war sicher kein bequemer Kollege, denn er pflegte seiner Meinung – besonders wenn es um sein Fachgebiet ging – in aller Deutlichkeit Ausdruck zu verleihen. Aber hinter der rauen Schale schlug ein warmes Herz, und in seinen Worten schwang stets der unverwüstliche Humor des echten Berliners mit. Wir wollen das Andenken an unseren Freund dadurch ehren, dass wir sein Lebenswerk zum Abschluss bringen.“

Gröners umfangreiche Bibliothek und seine Sammlung von Bauplänen wurden nach seinem Tod an die Bibliothek für Zeitgeschichte in Stuttgart abgegeben. Der wissenschaftliche Nachlass wurde von dem Berliner Freundeskreis übernommen, der das Werk Gröners stets tatkräftig unterstützt hatte und nun fortführte.

## Arbeitskreis Gröner
Gröner starb 1965 während der Arbeiten an seinem Hauptwerk. Die Rückführung der deutschen Marineakten aus London begann erst im selben Jahr, so dass sie für die 1966 und 1968 erschienenen Bände noch nicht ausgewertet werden konnten. Gröners Werk enthielt daher noch viele Lücken, die erst mit einer Neubearbeitung zu schließen waren.
Die von Dieter Jung und Martin Maass in 30 Jahren geschaffene, völlig überarbeitete und erheblich erweiterte Neuauflage dieses „Klassikers“ der deutschen Marineliteratur behandelt insgesamt ca. 25.000 Einheiten. Sie ist das Resultat intensiver Forschungsarbeit, auch in letztmals möglichen engen Kontakten zu vielen Konstrukteuren, Werften und Marineoffizieren. In der achtbändigen Neuauflage blieb der Grundaufbau des Grönerschen Werkes erhalten. Alle Daten wurden anhand der nunmehr zugänglichen Akten kritisch überprüft und korrigiert. Dazu wurde als neunter Band ein Schiffsnamenregister erstellt, das die Orientierung vereinfacht. Der Arbeitskreis Erich Gröner gibt seit 2018 noch zwei ergänzende Bände zum Verbleib der Schiffe und Boote der Bundesmarine, Volksmarine und der Deutschen Marine bis 2015 heraus.

## Werkverzeichnis Erich Gröner
- Geschichte der deutschen Seehandels- und Seekriegs-Schiffahrt / Erich Gröner. Manuskript von 1916, ca. 88 S., Illustrationen
- Die deutschen Kriegsschiffe: vollständige Schiffsliste der Reichsmarine 1931 mit ausführlichen Angaben und Planskizzen aller deutschen Kriegsschiffe / E[rich] Gröner u. A[lexander] Bredt. München: Lehmann 1931, 16 S.
- Die deutschen Kriegsschiffe 1815–1936; unter Benutzung amtlicher Quellen; mit 350 Schiffsskizzen / Erich Gröner. München [u. a.]: Lehmann 1937, IV,153 S., 350 Skizzen – Zweite, berichtigte Auflage 1944
- Die deutschen Kriegsschiffe 1815–1945 [Band 1]; unter Benutzung amtlicher Quellen mit über 600 Seitenrissen und Decksplänen im Maßstab 1:1250 / Erich Gröner. München: Lehmann 1966, 446, XXVIII S., Abb.
- Kennung deutscher Hilfskriegsschiffe des 1. Weltkrieges [1914–1918] / Erich Gröner. Württembergische Landesbibliothek / Bibliothek für Zeitgeschichte, Marinearchiv: Kapsel 35B/8
- Weyers Taschenbuch der Kriegsflotten / Bruno Weyer
- Weyers Flottentaschenbuch / Bruno Weyer
- Taschenbuch der Handelsflotten 1940 / Erich Gröner
- Handelsflotten der Welt, Ausgabe 1941; Ausgabe 1942; Ausgabe 1944 / Erich Gröner (BfZ: F 1044) Ausgabe 1942 mit 716 Seiten und 728 Risszeichnungen
- Suchliste für Schiffsnamen 1942 / Bearbeitet von Erich Gröner. Ergänzungsband zu "Die Handelsflotten der Welt". München: Lehmann 1944. 470 S.
- Unimare: Universal Maritime Record. Monats-Nachrichten / Hrsg.: Erich Gröner. Bremen, Hamburg: Schultheis, 1.1951,1-12 ; 2.1952,1-3
- Die Schiffe der deutschen Kriegsmarine und Luftwaffe 1939–1945 und ihr Verbleib; mit 71 Schiffsskizzen / Erich Gröner. In: Weyers Flottentaschenbuch, Bonn: Bernard & Graefe, Jahrgang 37, 1953, S. 257–317
- Die Schiffe der deutschen Kriegsmarine und Luftwaffe 1939–1945 und ihr Verbleib; mit 228 Schiffsskizzen / Erich Gröner. München: Lehmann 1954. 86 S., Abb.
- Der Aufbau der aktiven Heimatverbände der preußischen, norddeutschen und deutschen Kriegsmarine / Erich Gröner. Unveröffentlichtes Manuskript (Württembergische Landesbibliothek / Bibliothek für Zeitgeschichte, Marinearchiv: Kapsel 70/06)

## Editionen des Arbeitskreises Gröner
- Erich Gröner (†): Die deutschen Kriegsschiffe 1815–1945. Band 2. München: J.F. Lehmann 1968.
- Hansgeorg Jentschura, Dieter Jung, Peter Mickel: Die japanischen Kriegsschiffe 1869–1945. J.F. Lehmann: München 1970.
- Dieter Jung, Norbert Kelling, Arno Abendroth: Anstriche und Tarnanstriche der Kriegsmarine. Bernard & Graefe: München 1977.
- Dieter Jung, Bernd Wenzel, Arno Abendroth: Schiffe und Boote der deutschen Seeflieger. Motorbuch, Stuttgart 1977.
- Peter Arndt: Deutsche Sperrbrecher: Konstruktion, Ausrüstung, Bewaffnung, Aufgaben, Einsatz. Motorbuch, Stuttgart 1979.
- Dieter Jung, Martin Maass, Berndt Wenzel: Tanker und Versorger der deutschen Flotte: 1900–1980. Motorbuch, Stuttgart 1981.
- Erich Gröner (†), Dieter Jung, Martin Maass: Die deutschen Kriegsschiffe 1815–1945. Band 1/1982 – Band 8/1993 sowie Register der Schiffsnamen. Bernard & Graefe, Koblenz.
- Erich Gröner (†), Dieter Jung: Die Schiffe der deutschen Kriegsmarine und Luftwaffe 1939–1945 und ihr Verbleib. Bernard & Graefe, Bonn (9. neubearb. Auflage) 2001.
- Dieter Jung, Wolfgang Bohlayer: Schiffe der Kaiserlichen Marine und ihr Verbleib. Bernard & Graefe, Bonn 2004.
- Peter Arndt, Peter Schenk: Deutsche Netzsperrverbände. Edition Erich Gröner, Berlin 2010.
- Peter Schenk, Karsten Klein: Die deutschen Landungsfahrzeuge. Entwicklung und Technik von 1900 bis heute. Edition Erich Gröner, Berlin 2011.
- Eberhard Rößler: Die deutschen U-Boote und U-Bootentwürfe zwischen den Weltkriegen 1922–1939. Edition Erich Gröner, Berlin 2013.
- Erich Gröner (†), Peter Schenk, Reinhard Kramer: Die deutschen Kriegsschiffe 1815–2015. Band 9/1: Die Schiffe und Boote der Bundesmarine, ihrer Vorgänger nach 1945 und der Deutschen Marine. Edition Erich Gröner, Berlin 2017.